# Австралийские жабы
Австралийские жабы (лат. Myobatrachidae) — семейство бесхвостых земноводных.

## Описание
Общая длина представителей колеблется от 1,5 до 12 см. Это семейство представлено различными морфотипами, что отразилось на внешнем виде этих лягушек. Есть виды приземистые, коротконогие, толстомордые. Особенностью австралийских лягушек является отсутствие слияния первых 2 пресакральных позвонков возле копчика, наличие широкой подъязычной кости  (за исключением рода Rheobatrachus) и маленькими или совсем отсутствующими присосками на пальцах . 
Окраска почти всех основных цветов и оттенков. Брюхо обычно светлее спины.

## Образ жизни
Большинство видов обитают в пустынях и полупустынях, зарываясь в землю или песок. Некоторые виды живут во влажных районах или в воде. Активны ночью, избегают солнечных лучей. Питаются преимущественно различными беспозвоночными.

## Размножение
Это яйцекладущие земноводные. У большинства видов происходит прямое развитие, то есть отсутствует стадия головастика — из яиц вылупляются маленькие лягушата. Некоторые представители  семейства имеют уникальные в животном мире формы родительского ухода. Самки рода Rheobatrachus заглатывают вылупившихся лягушат, и они развиваются в желудке до метаморфоза, после чего самка их отрыгивает. У самцов сумчатых жаб на бёдрах есть своеобразные сумки, в которые они забирают головастиков после выхода из икры, и там детёныши проходят дальнейшее развитие. Округлые жабы и лягушки-черепахи закапывают яйца во влажный песок. Остальные виды строят пенные гнёзда.

## Распространение
Ареал семейства охватывает Австралию, Новую Гвинею и Тасманию.

## Классификация
На июль 2022 года в семейство включают 14 родов и 91 вид. Некоторые источники делят семейство на 3 подсемейства: Myobatrachinae, Limnodynadinae (в него включено семейство Limnodynastidae) и Rheobatrachinae (в него отдельно вынесен род Rheobatrachus):
- Anstisia Webster & Bool, 2022 (4 вида)

- Anstisia alba (Wardell-Johnson & Roberts, 1989)
- Anstisia lutea (Main, 1963)
- Anstisia rosea (Harrison, 1927) — Розовобрюхая геокриния
- Anstisia vitellina (Wardell-Johnson & Roberts, 1989)

- Arenophryne Tyler, 1976 — Округлые жабы (2 вида)

- Arenophryne rotunda Tyler, 1976 — Округлая жаба
- Arenophryne xiphorhyncha Doughty & Edwards, 2008

- Assa Tyler, 1972 — Сумчатые жабы (2 вида)
- Crinia Tschudi, 1838 — Кринии (17 видов)

- Geocrinia Blake, 1973 — Геокринии (3 вида)

- Geocrinia laevis (Günther, 1864) — Розовоногая геокриния
- Geocrinia leai (Fletcher, 1898) — Буробрюхая геокриния
- Geocrinia victoriana (Boulenger, 1888) — Пятнистобрюхая геокриния

- Metacrinia Parker, 1940 (1 вид)

- Metacrinia nichollsi (Harrison, 1927)

- Mixophyes Günther, 1864 (8 видов)

- Mixophyes balbus (Straughan, 1968)
- Mixophyes carbinensis (Mahony, Donnellan, Richards et al., 2006)
- Mixophyes coggeri (Mahony, Donnellan, Richards et al., 2006
- Mixophyes fasciolatus (Günther, 1864)
- Mixophyes fleayi (Curvan e Ingram, 1987)
- Mixophyes hihihorlo (Donnellan, Mahony & Davies, 1990)
- Mixophyes iteratus (Straughan, 1968)
- Mixophyes schevilli (Loveridge, 1933)

- Myobatrachus Schlegel in Gray, 1850 — Лягушки-черепахи (1 вид)
- Paracrinia Heyer & Liem, 1976 — Паракринии (1 вид)
- Pseudophryne Fitzinger, 1843 — Ложные жабы (14 видов)
- Rheobatrachus Liem, 1973 — Заботливые лягушки (2 вида)

- Spicospina Roberts at al., 1997 (1 вид)

- Spicospina flammocaerulea Roberts, Horwitz, Wardell-Johnson, Maxson & Mahony, 1997

- Taudactylus Straughan & Lee, 1966 — Речницы (6 видов)
- Uperoleia Gray, 1841 — Бородавницы (29 видов)

## Фото
- Сумчатая жаба
- Восточная криния
- Mixophyes fasciolatus
- Uperoleia mimula